# The Red Devils
The Red Devils è un cortometraggio muto del 1911 scritto, interpretato e diretto da Sidney Drew. Il film fu prodotto dalla Champion Film Company di Mark M. Dintenfass e fu l'esordio registico di Drew.

## Produzione
Il film fu prodotto dalla Champion Film Company, una compagnia indipendente che Dintenfass aveva fondato nel 1909, stabilendone gli studi a Fort Lee, nel New Jersey.

## Distribuzione
Distribuito dalla Motion Picture Distributors and Sales Company, il film - un cortometraggio di una bobina - uscì nelle sale cinematografiche USA il 13 settembre 1911.